# Жафаров Галіб Мусайович
Жафаров Галіб Мусайович (каз. Галиб Мұсаұлы Жафаров; 9 травня 1978, Темір, Актюбінська область, Казахська Радянська Соціалістична Республіка) — казахський боксер, чемпіон світу та Азії, призер Азійських ігор.

## Аматорська кар'єра
Галіб Жафаров займався боксом змалку і з 1997 року входив до складу збірної Казахстану, але на великих змаганнях не брав участі, поступаючмсь місцем Бекзату Саттарханову.
На чемпіонаті світу 2001 Жафаров виграв срібну медаль.
- В 1/16 фіналу переміг Ізраеля Гектора Переса (Аргентина) — 18-15
- В 1/8 фіналу переміг Юніера Барзага (Куба) — 27-24
- В чвертьфіналі переміг Суттисака Самаксаман (Таїланд) — 30-27
- У півфіналі переміг Маджида Джелилі (Швеція) — 30-18
- У фіналі програв Рамазану Паліані (Туреччина) — RSCO 3

2002 року на Кубку світу у складі збірної Казахстану Жафаров отримав срібну нагороду, вигравши усі чотири бої. На Азійських іграх 2002 теж завоював срібну медаль, програвши у фіналі Мехрулах Лассі (Пакистан).
На чемпіонаті світу 2003 став чемпіоном.
- В 1/16 фіналу переміг Джахонгіра Абдуллаєва (Киргизстан) — RSCO 3
- В 1/8 фіналу переміг Юденіса Гонсалеса (Куба) — 27-14
- В чвертьфіналі переміг Суттисака Самаксаман (Таїланд) — 29-18
- У півфіналі переміг Чо Сок Хван (Південна Корея) — 32-17
- У фіналі переміг Віталія Тайберт (Німеччина) — 43-35

На початку 2004 року на чемпіонаті Азії став чемпіоном, здобувши перемогу у фіналі над Чо Сок Хван (Південна Корея).
На Олімпійських іграх 2004 вибув з боротьби за нагороди у чвертьфіналі.
- В 1/16 фіналу переміг Браяна Маянджа (Уганда) — RSC
- В 1/8 фіналу переміг Бекзода Хидірова (Узбекистан) — 40-22
- У чвертьфіналі програв Олексію Тищенко (Росія) — 26-36

Після невдачі на Олімпіаді Жафаров значно знизив рівень боксу. 2005 року входив до складу збірної Казахстану на Кубку світу і програв обидва поєдинки. Не потрапив в заявку збірної Казахстану на чемпіонати світу 2005 та 2007.
На Азійських іграх 2006 задовольнився бронзовою медаллю, програвши у півфіналі Зорігтбаатарину Енхзоріг (Монголія).
Зумів завоювати на кваліфікаційному турнірі путівку на Олімпійські ігри 2008, але програв там в першому бою Шахіну Імранову (Азербайджан) — 5-9.
Після завершення виступів перейшов до тренерської роботи.